# Місце вбивці вакантно...
«Місце вбивці вакантно…» — радянський художній фільм 1990 року, знятий режисером Валерієм Курикіним на кіностудії «Мосфільм».

## Сюжет
У провінційному місті з'являється небезпечний маніяк, який полює на жінок. На його рахунку вже кілька жертв. Міліція, стривожена панікою у місті, розуміє, що треба якось діяти. І ось схоплені ні в чому не винні люди, хтось із них уже чекає на розстріл, хтось на черзі. Молодий слідчий, головний герой картини, вступає в бій із системою…

## У ролях
- Андрій Смоляков — Олександр Ігнатов
- Євген Матвєєв — Книш
- Олексій Іващенко — Макаріхін
- Арчіл Гоміашвілі — начальник УВС
- Андрій Гусєв — Сівцов, слідчий
- Олександр Воєводін — Плотников
- Любов Соколова — Марія Іллівна, мати Кирпичникова
- Валентин Букін — Данилов, міліціонер
- Леонід Удалов — Сергуня
- Ігор Штернберг — Адамцев
- Юрій Дубровін — водій
- Анастасія Немоляєва — медсестра
- Ніна Агапова — мати слідчого Ігнатова
- С. Аксьонов — епізод
- Вадим Александров — епізод
- Валерій Афанасьєв — епізод
- Михайло Бурлаков — епізод
- Ніка Ганіч — епізод
- Євген Дегтяренко — епізод
- Олександр Жарков — епізод
- Вадим Зав'ялов — епізод
- Л. Іванова — епізод
- Ігор Класс — батько Адамцева
- Володимир Козелков — епізод
- Олена Кондратьєва — епізод
- Віктор Корешков — епізод
- Микола Корноухов — епізод
- Олександр Кузьмичов — Валя, криміналіст
- Микола Маліков — епізод
- Алла Мещерякова — мати Адамцева
- Станіслав Міхін — епізод
- Тетяна Назарова — експерт Ліда
- Люсьєна Овчинникова — дружина Книша
- Н. Пеньков — епізод
- Леонід Реутов — дядько Паша
- Федір Смирнов — бандит, керуючий ГАЗ-66
- Михайло Феоктистов — епізод
- В. Фролов — епізод
- Віктор Черепанов — епізод
- Ігор Шпілєв — епізод
- Юрій Юрченко — епізод
- Іван Власов — співробітник міліції

## Знімальна група
- Режисер — Валерій Курикін
- Сценаристи — Ігор Гамаюнов, Валерій Чиков, Валерій Курикін
- Оператор — Віктор Шестоперов
- Композитор — Юрій Буцько
- Художник — Іван Пластинкін